# ريتشارد كرومبتون
ريتشارد كرومبتون (بالإنجليزية: Richard Crompton)‏ هو كاتب بريطاني، ولد في 1973 في مانشستر في المملكة المتحدة.